# South Persia Rifles
South Persia Rifles (pers. Polis-e jonub-e Irān) – formacja wojskowa złożona z Brytyjczyków i Irańczyków działająca w Iranie w latach 1916–1921
Z powodu rozszerzających się w Iranie niemieckich wpływów po wybuchu I wojny światowej Brytyjczycy wysłali na pocz. 1916 r. do Bandar-e Abbas w południowym Iranie misję wojskową na czele z brygadierem generałem Percym Sykesem. W jej skład wchodziła pewna liczba brytyjskich oficerów i podoficerów oraz kompania złożona z hinduskich żołnierzy. W marcu tego roku rozpoczęła ona rekrutację spośród pro-brytyjskich plemion. Było to związane z faktem, że południowa część Iranu – zgodnie z brytyjsko-rosyjską konwencją z 1907 r. – znajdowała się pod wpływami Wielkiej Brytanii. Jesienią została sformowana formacja wojskowa nazwana South Persia Rifles (w oficjalnej korespondencji występowała nazwa South Persian Rifles). Nastąpiło to na podstawie umowy zawartej przez Brytyjczyków i Rosjan z irańskim premierem w sierpniu 1916 r. Do grudnia tego roku oddziały formacji rozmieszczono w Szirazie, Kermanie i Bandar-Abbas. Liczyły one ok. 3,3 tys. żołnierzy piechoty i ok. 450 kawalerii oraz kilka dział. Administracyjnie formacja była podporządkowana brytyjskiej administracji Indii, zaś kontrolę sprawowało nad nią ministerstwo spraw zagranicznych za pośrednictwem brytyjskiego wysłannika w Teheranie. Przez długi czas istniały dyskusje pomiędzy władzami w Delhi i Londynie dotyczące celów i sposobów działalności South Persia Rifles. Na pocz. 1917 r. brytyjscy oficerowie i podoficerowie przeszkolili Irańczyków pod względem wojskowym. W sierpniu tego roku liczebność formacji osiągnęła ok. 5,5 tys. ludzi, zaś na pocz. 1918 r. ponad 6 tys. Byli oni zgrupowani w dwóch brygadach, stacjonujących w Kermanie i Farsie. Jednocześnie Brytyjczycy zawarli umowy z okolicznymi plemionami, aby nie atakowały formacji. Ataki, choć rzadsze, zdarzały się jednak przez cały czas. Negatywny stosunek do formacji mieli też niektórzy przedstawiciele irańskich władz w terenie. Same irańskie władze państwowe miały początkowo niezbyt pozytywne nastawienie do South Persia Rifles, co zmieniło się dopiero pod koniec 1917 r., kiedy zintensyfikowały się stosunki brytyjsko-irańskie. W 1918 r. zaczęło pogarszać się morale i dyscyplina wśród irańskich żołnierzy formacji. Doszło do licznych dezercji. Wybuchły bunty w garnizonach w Kana Zenyan i Abadzie. W wielu innych miały miejsce różnego rodzaju incydenty. Zwiększyła się liczba ataków ze strony plemion. W rezultacie Brytyjczycy przysłali do południowego Iranu większą ilość własnych wojsk, pacyfikując do października 1918 r. okoliczne plemiona. Po zakończeniu I wojny światowej Brytyjczycy wzmocnili South Persia Rifles ze względu na rosnące zagrożenie bolszewicką interwencją militarną. Formacja zwalczała bandytów i bandy rabunkowe w prowincjach Fars i Isfahan. Jednocześnie irański rząd prowadził działania zmierzające do zunifikowania wszystkich formacji wojskowych, działających na terytorium Iranu, aby włączyć je w skład nowo formowanej Irańskiej Armii Narodowej. W rezultacie South Persia Rifles zostali rozwiązani do końca 1921 r., po wojskowym zamachu stanu.